# Serra de Vallhonesta
La Serra de Vallhonesta és una serra situada al municipi de Sant Vicenç de Castellet, a la comarca catalana del Bages, amb una elevació màxima de 524 metres.